# 魯冰花 (小說)
《魯冰花》是臺灣作家鍾肇政於1960年（民國49年）開始在《聯合報》副刊連載的小說，為其首篇長篇小說，也在臺灣文學史上具有重要地位。該作有同名改編電影一部、客家語改編電影《新魯冰花》及客家語同名電視劇。其場景多取自鍾肇政所生活的桃園縣龍潭鄉環境。
「魯冰花」為該花英文名稱之英譯，臺灣在化學肥料盛行前廣泛作為茶樹肥料使用。後來被引申代表弱勢者。

## 內容
《魯冰花》一書以代課美術老師郭雲天的視角，描繪臺灣地區社會貧富差距、教育體制以及黑金政治等問題。故事裡，喜歡繪畫的小學生古阿明與姊姊古茶妹年幼失恃，古阿明的天份沒有被慧眼發覺，而溫柔、善良、體貼又承受極大傷痛的古茶妹，就是魯冰花花語「母愛」的象徵。

## 特色
1960年（民國49年）鍾肇政三十六歲，開始在《聯合報》副刊連載時，中華民國仍在動員戡亂，臺灣省也處於《臺灣省戒嚴令》管控下，當時作家流行寫作「反共文學」，鍾肇政的這部作品卻是「鄉土文學」，且技巧性地批評當時社會，寫作時還被臺灣警備總司令部關注。此作延續台灣日治時期流傳的文學傳統，也影響日後的臺灣文壇，是臺灣文學承先啟後之關鍵作品。
值得一提的是，鍾肇政開始連載该小说時，距離他開始學現代標準漢語只有十幾年。